# Cendrier
Pour l’article ayant un titre homophone, voir Sandrier.

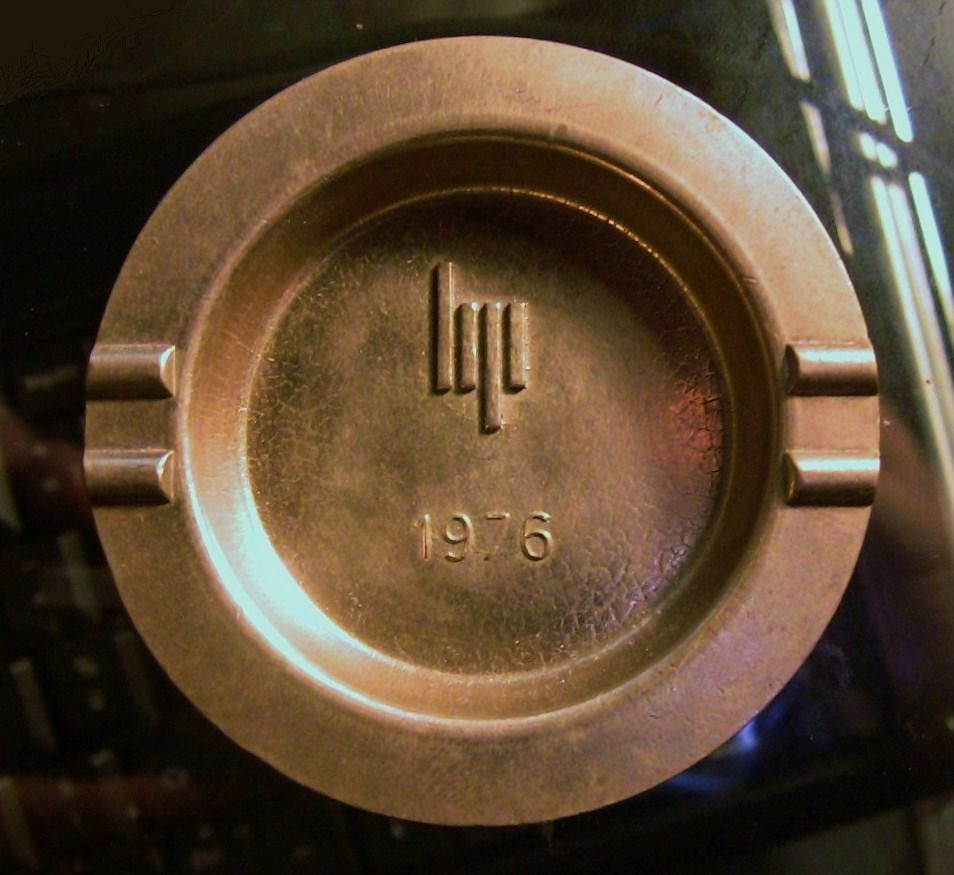
Cendrier publicitaire pour la marque Lip.

Un cendrier est un récipient destiné à recevoir les cendres de tabac, et accessoirement les mégots des cigarettes et des cigares. Les modèles les plus connus, de petite taille, sont à usage domestique. Il existe cependant des modèles de grandes dimensions, appelés « cendriers extérieurs », posés au sol ou fixés au mur (lieux publics, aéroports, etc.)

## Modèles

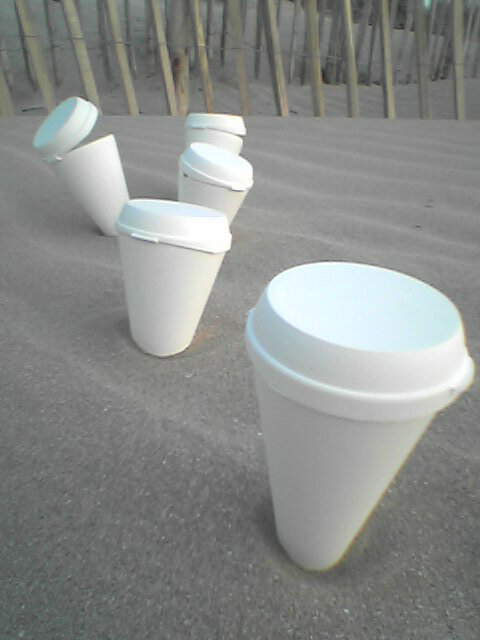
Cendriers coniques destinés à la récupération des macro déchets (mégots) principalement sur les plages.

Il existe une grande diversité de formes en fonction du lieu et des goûts :
- Pour les usages domestiques il est généralement mobile et décoratif.
- Dans les lieux publics où il est interdit de fumer, le cendrier est généralement fixe et se trouve avant l'entrée.
- Pour la plage, le cendrier conique de plage destiné à la récupération des mégots se trouve aujourd'hui au cœur de l'éco-conception.

### Cendrier extérieur

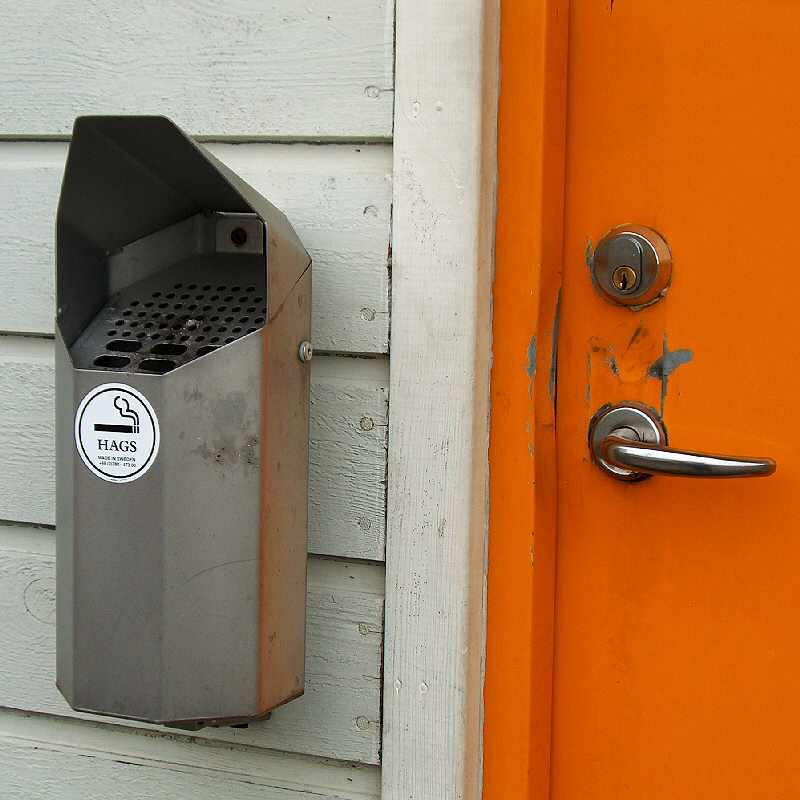
Cendrier extérieur

Un « cendrier extérieur » est une sorte de poubelle spécialisée, destinée à recevoir les déchets de tabac (cendres, mégots, etc.).
Ces cendriers de très grande taille se trouvent partout dans les lieux publics (rue, plage, aéroports, etc). Ils ont été aménagés à la fin du XXe siècle afin de réduire la pollution du sol liée à la cigarette. Ils peuvent être fixés au mur et sont alors appelés « cendriers muraux » extérieurs.
Dans les pays anglophones, ces cendriers collectifs sont appelés cigarette butt receptacles ou encore cigarette butt disposals.

### Cendriers de poche
Des entreprises de l'industrie du tabac financent la distribution de cendriers de poche, pour réduire l'abandon de mégots.
Selon Pascal Diethelm : « En offrant des cendriers portables, [l'industrie du tabac] a réussi à remettre la responsabilité sur le consommateur final alors que l’ensemble de la chaîne de production est un problème : déforestation, besoin massif en eau, recours aux pesticides, travail des enfants dans les plantations, transport mondial… ».

## Usage publicitaire
Beaucoup de marques de cigarettes proposent leur cendrier imprimé de leur logo.
Les cendriers sont également des supports publicitaires pour toutes sortes de marques et noms commerciaux, en particulier les restaurants.

## Collection
La collection de cendriers s'appelle la téphraphilie.

## Histoire du mot «cendrier»
Le mot cendrier, dans son acception courante actuelle de petits récipients, plateaux ou assiettes à bords marqués, en diverses matières plus ou moins luxueuses, dévolus à la collecte de cendres des fumeurs de tabac n'apparaît qu'à la Belle Époque, vers 1890. 
Le sens technique du mot cendrier est à la fois plus varié et souvent beaucoup ancien. En ancien français du XIe siècle, le cendrier désigne une toile qui sert à collecter les cendres et extraire au besoin par lixiviation les alcalis qu'elles contiennent. Par extension, l'ouvrier qui collecte ou vend les cendres peut être nommé cendrier. Le terme attesté dans la Vita de saint Évroult écrite vers 1150 désigne déjà le linge que les lavandières ou ménagères emploient régulièrement pour couler leur lessive.
Le registre de taille de Paris désigne en 1292 par ce terme un marchand de cendre et de poussier. Le Grand Dictionnaire universel du XIXe siècle des éditions Larousse a une entrée masculine « cendrier » ou féminine « cendrière », indiquant un marchand ou une marchande de cendres.
Le progrès médiéval des arts mécaniques a laissé probablement dès le XIIe siècle une dénomination technique des plateaux recueillant les cendres, voire de parties mobiles ou coulissantes, des fours et des poêles de chauffage, où tombent par gravité ou par secouement les cendres d'un foyer désormais contrôlé. Ce terme est devenu très commun avec la généralisation dès 1780, du moins en Europe occidentale et nordique, des poêles en fonte. Les cuisinières ou les fourneaux près desquelles les ménagères s'affairent, sont équipées de tiroirs pour cette fonction. Les différents systèmes de chauffe des chaudières qui équipent les locomotives à vapeur sont ainsi pourvus de cendriers de foyer, soit un espace vide placé en dessous du foyer au bois ou charbon et une tôle, où tombent escarbilles et cendres.